# Francesco Saverio Toppi
 Francesco Saverio Toppi OFMCap (* 26. Juni 1925 in Brusciano, Provinz Neapel; † 2. April 2007 in Nola, Provinz Neapel) war ein italienischer Ordensgeistlicher und Prälat der Territorialprälatur Pompei. Seit 2013 wird für ihn ein Seligsprechungsprozess betrieben.

## Leben
Francesco Saverio Toppi trat der Ordensgemeinschaft der Kapuziner bei und empfing am 29. Juni 1948 die Priesterweihe. Am 13. Oktober 1990 erhob ihn Papst Johannes Paul II. in den Rang eines Erzbischofs ad personam und ernannte ihn zum Prälaten der Territorialprälatur Pompei. Die Bischofsweihe spendete ihm der Erzbischof von Neapel, Michele Kardinal Giordano, 7. Dezember desselben Jahres. Mitkonsekratoren waren sein Amtsvorgänger Domenico Vacchiano und der Erzbischof von Sorrent-Castellammare di Stabia, Felice Cece.
Am 17. Februar 2001 nahm Papst Johannes Paul II. sein aus Altersgründen vorgebrachtes Rücktrittsgesuch an.

## Seligsprechungsprozess
Im Jahr 2013 begann der Seligsprechungsprozess für Francesco Saverio Toppi. Mit der Unbedenklichkeitsformel nihil obstat eröffnete die Kongregation für die Selig- und Heiligsprechungsprozesse am 3. Oktober 2013 das römische Verfahren für Toppi. Papst Franziskus erkannte ihm am 20. Januar 2022 den heroischen Tugendgrad als Vorstufe zur Seligsprechung zu.